# Jerzy Stodółkiewicz
Jerzy Stanisław Stodółkiewicz (ur. 23 maja 1933 w Piotrkowie Trybunalskim, zm. 26 lipca 1988 w Warszawie) – polski astronom, docent dr hab., dyrektor Centrum Astronomicznego im. Mikołaja Kopernika PAN.

## Życiorys

### Studia i początki pracy badawczej
Studiował astronomię na Uniwersytecie Warszawskim w latach 1951–1955. Od listopada 1955 roku podjął pracę w Zespole Budowy Centralnego Obserwatorium Astronomicznego, które przekształciło się później w Zakład Astronomii PAN, a następnie w Centrum Astronomiczne im. Mikołaja Kopernika. Stopień doktora uzyskał w 1962, za pracę „O stabilności magnetograwitacyjnej gazowych ramion spiralnych Galaktyki”. Ta tematyka zaowocowała serią trzech prac opublikowanych w Acta Astronomica, z których trzecia znajduje nadal odzwierciedlenie we współczesnej literaturze.

### Działania
Jerzy S. Stodółkiewicz jest szczególnie zasłużony dla astronomii jako prężny działacz i organizator. Od 1961 roku był członkiem Polskiego Towarzystwa Astronomicznego, a od 1975 roku aż do śmierci kierował pracami Towarzystwa. Od roku 1975 do śmierci był też redaktorem naczelnym kwartalnika „Postępy Astronomii”. W latach 1981–1987 był dyrektorem Centrum Astronomicznego.
Był autorem podręcznika akademickiego Astrofizyka ogólna z elementami geofizyki, za co otrzymał w 1968 roku nagrodę Ministra Oświaty i Szkolnictwa Wyższego.

### Badania
Opublikował kilkanaście prac naukowych. Po doktoracie podjął przede wszystkim tematykę związaną z dynamiką, ze szczególnym uwzględnieniem całek ruchu.
Na początku lat osiemdziesiątych, wraz z rozpowszechnieniem dostępu do komputerów, zainteresował się modelowaniem numerycznym ewolucji gromad gwiazdowych i był jednym z pionierów rozwiązań opartych na symulacjach metodą Monte Carlo. Jego program do liczenia ewolucji gromad kulistych był w tym okresie jednym z najlepszych na świecie i pozwalał na analizę zjawiska kolapsu grawitermicznego gromady i ewolucji gromady po tym etapie.